# Leonel Brito
Leonel Brito (Moncorvo, 1941) é um produtor e realizador português.

## Percurso no cinema
Nasceu a 23 de Maio de 1941 em Moncorvo, Portugal.
Foi diretor do ABC Cine-Clube e do Cine-Clube Imagem, e foi também membro fundador da cooperativa cinematográfica Cinequanon em 1974, juntamente com Luís Galvão Teles, José Fonseca e Costa, António de Macedo e Luís Filipe Costa. Na Cinequanon trabalhou em vários documentários, filmes e séries para a RTP.
Em 1976 foi conselheiro do Secretário de Estado da Cultura David Mourão-Ferreira.
Em 1977 realizou o filme Gente do norte, com música e canções de José Mário Branco. O filme recebeu nesse mesmo ano o prémio da Federação Internacional de Cineclubes no Festival da Figueira da Foz, e menção honrosa no Festival de Cinema de Santarém.
No ano seguinte realizou o filme Colónia e vilões (1978), que recebeu a menção honrosa no Festival de Cinema de Santarém.
Participou como diretor de produção nos filmes As horas de Maria (1976) e A Confederação (1977), este último com música de José Mário Branco, Sérgio Godinho e Fausto.
Em 1985 realizou e produziu a série da RTP Portugal de faca e garfo, apresentada por Manuel Luís Goucha.

## Filmografia
Filmes que realizou:
- Acção-Intervenção (1976)
- Colónia e vilões (1977)
- Gente do norte (1977)[13]
- Arthur Duarte (1979)
- Félix Ribeiro: Dr. Celulóide (1980)[14]
- A oeste tudo de novo (1982)[15]
- Açores (1986)

Filmes que produziu:
- João de Deus (1980)[16]

- Félix Ribeiro: Dr. Celulóide (1980)[14]
- O feitiço contra o feiticeiro (1983)[17]

Filmes em que foi diretor de produção:
- Fátima Story (1975)[18]
- Ocupação de terras na beira baixa (1975)[19]
- Teatro popular (1975)
- Liberdade para José Diogo (1975)[20]
- Cooperativa Agrícola da Torre Bela (1975)[21]
- As horas de Maria (1976)[22]
- O outro teatro (1976)[23]
- Candidinha (1976)
- Um jornal regional em Autogestão: o Setubalense (1976)[24]
- A confederação (1977)[25]
- Areia, lodo e mar (1977)[26]
- Manhã submersa (1980)[27]